# シュベール出版
シュベール出版（シュベールしゅっぱん）は、かつて存在した日本の出版社。2003年4月10日に倒産している。
本社は東京都杉並区高円寺北にあり、実質的にリイド社のアダルト部門だった。1990年代初頭の成人向けコミック規制に対応するため、分社化した経緯がある。
主に『COMIC零式』などの成人向け漫画誌や、『極楽王』『SUPER GALS NOW』といったアダルト雑誌を出版していたが、コアマガジン『漫画ホットミルク』の流れを汲んでいた『COMIC零式』の作家陣は、休刊後、外注編集を請け負っていた一迅社『月刊ComicREX』や、一迅社の編集者が移籍した実業之日本社『comicキャンドール』へ移っている。また、リイド社や大都社でコミックスが復刊された。